# Kaskade (Kino)

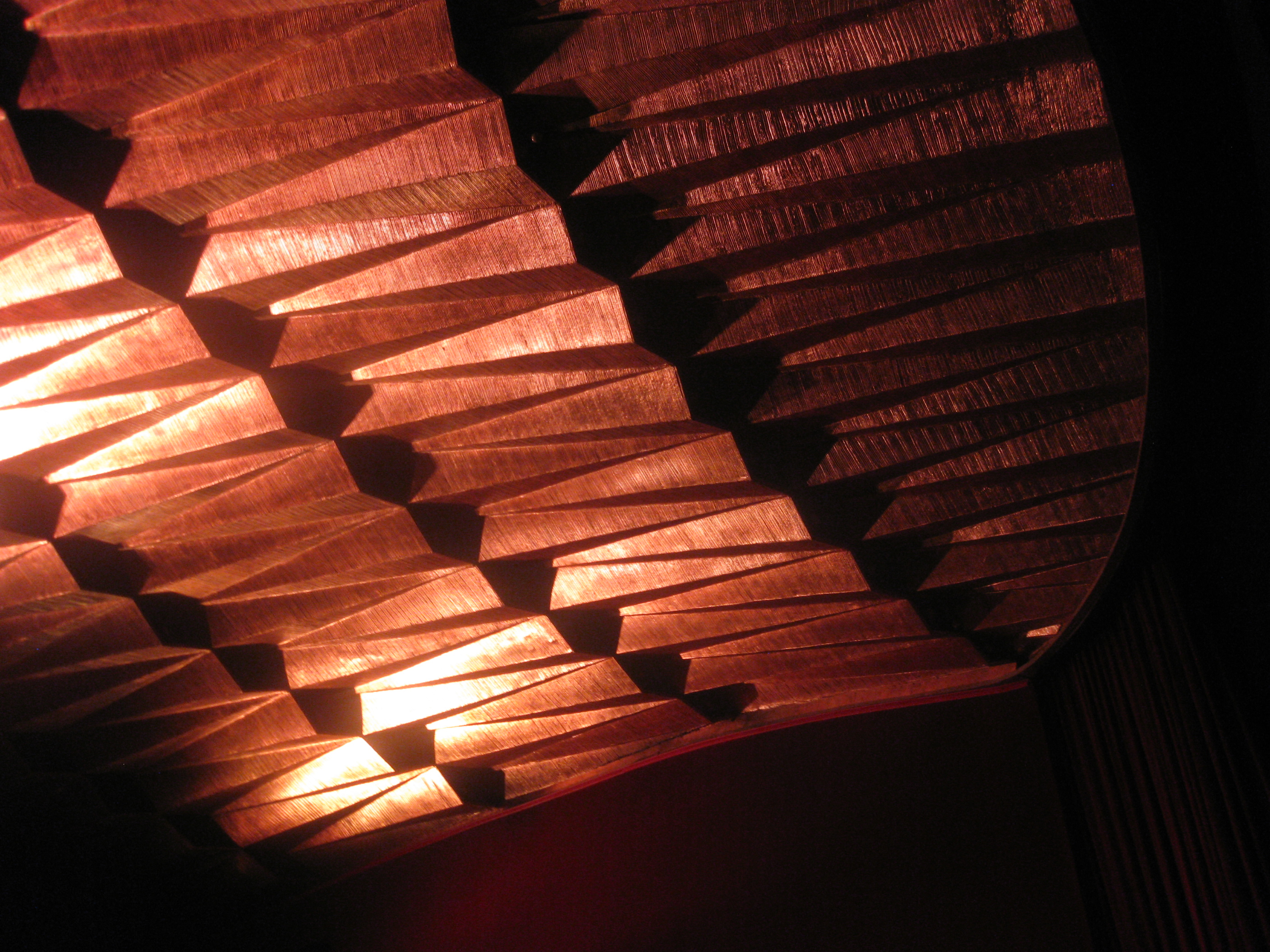
Deckengestaltung des Kaskade-Kinos

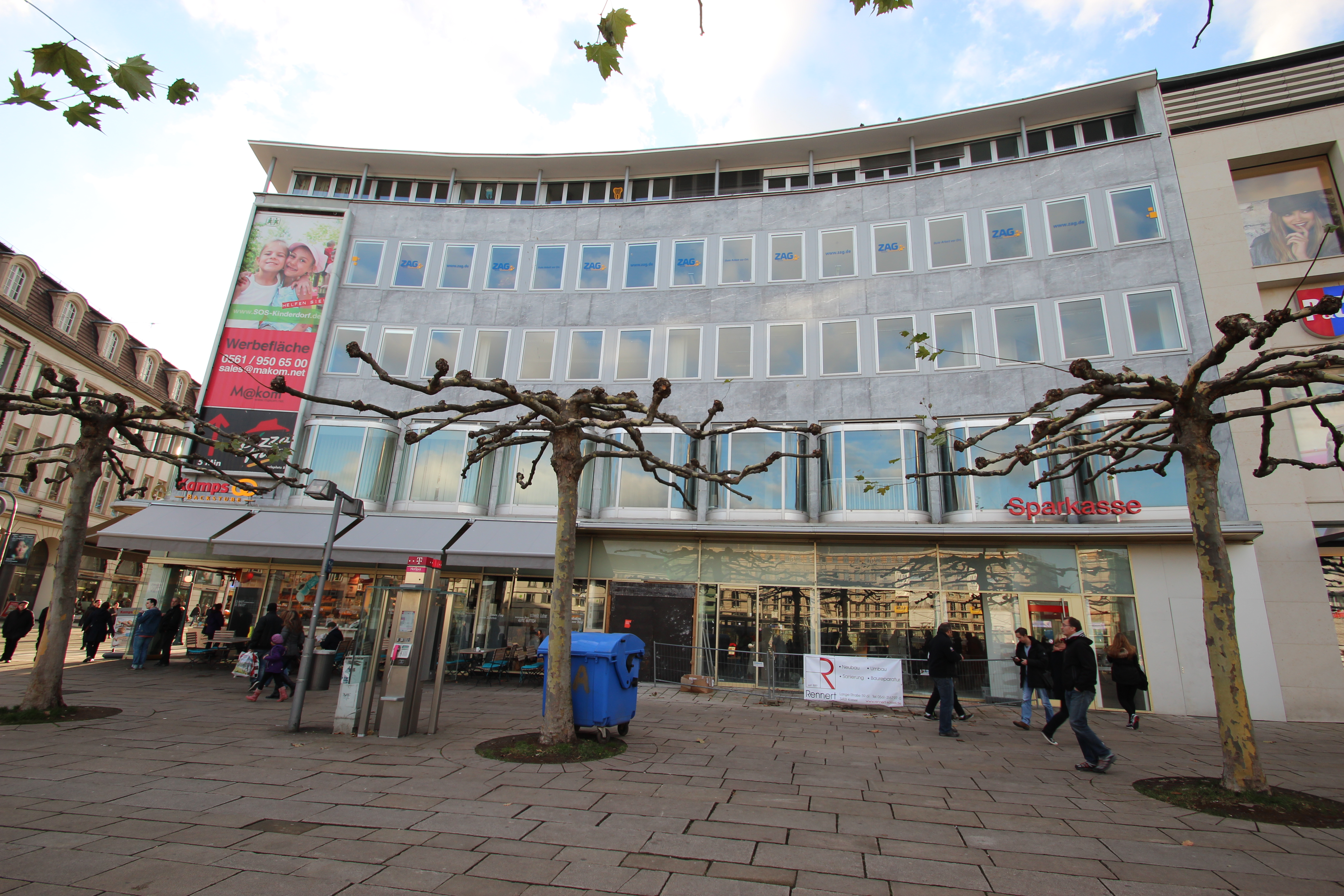
Außenansicht vom Königsplatz (2013)

Kaskade ist ein ehemaliges denkmalgeschütztes Kino am Königsplatz in Kassel.

## Geschichte
1952 fand die Eröffnung des von Paul Bode entworfenen Kinos statt. Es war in Besitz der Filmtheaterbetriebe Georg Reiss und hatte ursprünglich ein Fassungsvermögen von 903 Plätzen. Der Entwurf des Saals galt als Meilenstein der Gestaltung von Kinos und markierte die Abkehr vom Theater hin zum reinen Kino. Bode bezweckte die Aufhebung einer Trennung von Zuschauerraum und Bühne, dies wurde durch räumliche und Lichteffekte erreicht. Der Spiegel betrachtete das Kino als Gegensatz zum Trend, billige Kinos zu bauen. Das Kino war bekannt für seine Wasser-Lichtspiele, die Otto Prystawik entworfen hatte.
In dem Kino feierten die Kessler-Zwillinge, Alice und Ellen Kessler, sowie das „Doppelte Lottchen“ – Jutta und Isa Guenther – die Premiere ihres Films Vier Mädels aus der Wachau sowie Johannes Heesters und Marianne Schönauer die Premiere des Films Bel Ami. Viele der Nachkriegsfilmschauspieler waren im Kaskade-Kino zu sehen.
Die letzte Kinovorführung fand nach dem Bau von Multiplex-Kinos im Jahr 2000 statt. Anschließend wurde der Eingangsbereich als Modegeschäft vermietet, ebenso die BAMBI Räumlichkeiten – das Kino war 1956 im gleichen Gebäude eröffnet worden – als Bäckereifiliale. Der denkmalgeschützte Kinosaal des Kaskade blieb zehn Jahre ungenutzt. Durch Bauarbeiten in der Nachbarschaft im Jahr 2010 wurde das Kino beschädigt. Nach einer temporären Nutzung während der dOCUMENTA (13) als Veranstaltungsort der documenta, begann der Umbau zu einer Einzelhandelsverkaufsfläche durch den neuen Besitzer Aachener Grund. Einzig die goldfarbene Faltdecke, die Wasserspielkonstruktion (unter einem begehbaren Glasfußboden), die Beleuchtung für die Wasserspiele, das Schaltpult der Steuerung der Wasserspiele, die Wandbemalung im Stil der 1950er Jahre sowie die Empore (nicht mehr begehbar) mit ca. 80 originalen Kinosesseln erinnern noch an das ehemalige Kino, in dem seit dem 11. Dezember 2014 ein Biomarkt eröffnet hat.

## Neuinterpretation im Filmpalast

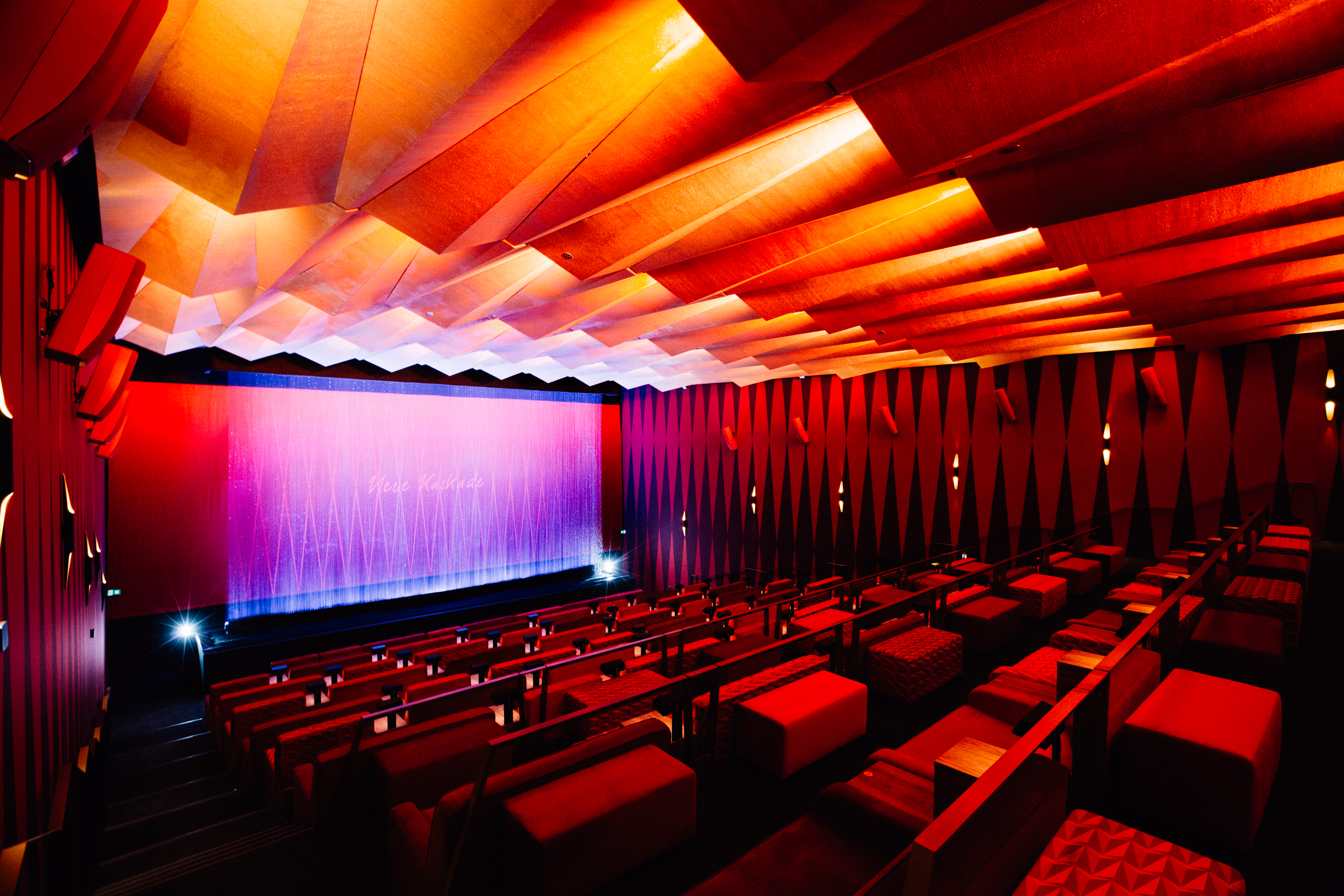
Innenansicht der Neuen Kaskade im 2020 sanierten Filmpalast am Karlsplatz in Kassel. Im Hintergrund ist ein Teil des Wasservorhangs zu sehen.

Im Juli 2020 wurde bekannt, dass die Kinokette Filmpalast in dem 2019 übernommenen Multiplex-Kino am Karlsplatz in Kassel für mehrere Millionen Euro eine Neuinterpretation des Kaskade-Kinos mit „goldener Prismen-Decke, roten Samtsesseln und den beleuchteten, mit Musik unterlegten Wasserspielen vor Beginn jeder Vorstellung“ baut. Hierzu wurde eigens eine Orchestermusik eingespielt, welche die computergestützten Wasserspiele musikalisch untermalen soll. Die „Neue Kaskade“ im Filmpalast Kassel orientiert sich in ihrer Gestalt an den prägenden Elementen des Kaskade Kinos am Königsplatz. Technisch ist der Saal auf dem modernsten Stand, eine Laserprojektion und Service am Platz werden geboten. Auch der zweite Saal des Traditionskinos, das „Bambi“, findet fortan am Karlsplatz eine neue Heimat. Angrenzend an das neue Kaskade-Kino schließt sich die gleichnamige Bar an, die sich im Stil der „goldenen 50er Jahre“ präsentiert.
Die Eröffnung des komplett sanierten Kinogebäudes mit Kaskadesaal fand im Oktober 2020 statt.